# RAF Church Fenton
Royal Air Force Church Fenton ou RAF Church Fenton est une ancienne base aérienne de la Royal Air Force (RAF) située à 6,9 km au sud-est de Tadcaster et à 10,1 km au nord-ouest de Selby, dans le Yorkshire du Nord, près du village de Church Fenton. Elle est ouverte en 1937 et accueille, pendant la Seconde Guerre mondiale, des avions de défense aérienne, un rôle qu'elle gardera jusque dans les années 1960, où elle devient un centre d'entraînement. Elle est fermée en 2013 et est désormais un aérodrome civil connu sous le nom de Leeds East Airport (en).